# 巴克舒特姆 (新澤西州)
巴克舒特姆（英語：Buckshutem）是位於美國新澤西州坎伯蘭縣的非建制地區。

## 歷史
巴克舒特姆的郵局於1863年設立，其後於1865年停運。

## 地理
巴克舒特姆所處的海拔為高於海平面6米（即20英呎），而該地所採用的時區為UTC-5，即北美东部时区（EST）。同時該地設有夏令時間，為UTC-5調快一小時，即UTC-4（EDT）。